# 知寄町停留場
知寄町停留場（日语：／ Chiyoricho teiryūjō */?），是位於高知縣高知市知寄町二・三丁目，土佐電交通後免線的電車站。

## 歷史
此電車站在1957年（昭和32年）啟用，當時名為知寄町車庫前停留場（日语：／）。電車站北邊當時設有知寄町車廠，而電車站南邊設有巴士車廠。該車廠取代了在寶永町停留場南邊的下知車廠，在此電車站啟用同日知寄町車廠開始使用。另外，在知寄町車廠前停留場啟用前，後免線的寶永町至知寄町一丁目之間曾經設有電車站，在此電車站啟用後便廢止。
過往知寄町除了設有車廠，還設有土佐電氣鐵道總部。在1962年（昭和37年）東雲町車輛工場啟用後便把許多部門都集中在該處，成為土電的心臟。但是，以上設施在1987年（昭和62年）遷移至棧橋地區。在遷移同日，此電車站也改名為知寄町。
- 1957年（昭和32年）4月21日 - 知寄町車廠落成[3]。土佐電氣鐵道知寄町車庫前停留場啟用[1]。
- 1961年（昭和36年）3月23日 - 新設知寄町變電站[3]。
- 1962年（昭和37年）8月24日 - 東雲町車輛工場落成[3]。
- 1987年（昭和62年）12月1日 - 車廠機能遷移至棧橋地區，使知寄町車廠、東雲町車輛工場廢止[3]。此電車站改名為知寄町停留場[1]。
- 1996年（平成8年）3月11日 - 後免町方向月台向後免町一方遷移約20米。
- 2002年（平成14年）9月 - 廢除知寄町站長業務，成為無人車站[5]。
- 2014年（平成26年）10月1日 - 土佐電氣鐵道、高知縣交通（日语：高知県交通）和土佐電Dream Service（日语：土佐電ドリームサービス）合併，土佐電交通成立[6]。成為土佐電交通的電車站。

## 電車站構造
電車站是建造在共用道路上，設有2面2線的相對式乘車處（千鳥式）。東邊為後免町方向月台，西邊為播磨屋橋方向月台。
在後免町一方設有渡線，早上繁忙時間與晚間設有來自播磨屋橋的電車於此站折返。

## 電車站周邊
知寄町車廠的遺址變成為彈珠機店，南邊的巴士部門車廠遺址變成為共管公寓。
- 國道32號（日语：国道32号）
- Applied（日语：アプライド）高知店
- 高知稻荷町郵局

## 巴士路線
在「知寄町」巴士站中設有以下巴士路線停靠。該巴士站中，一般巴士路線只有播磨屋橋方向的路線停靠。而高速巴士的「知寄町」巴士站的位置靠近鄰站知寄町二丁目，在該巴士站可乘坐YOSAKOI號前往大阪。
| 乘車處 | 系統      | 主要途經 | 目的地     | 巴士公司            | 備註       |
| ------ | --------- | -------- | ---------- | ------------------- | ---------- |
|        | YOSAKOI號 |          | 大阪       | 土佐電交通 阪急巴士 | 日行、夜行 |
| T1     | 播磨屋橋  | 棧橋車廠 | 土佐電交通 |                     |            |
| C1     | 播磨屋橋  | 縣廳前   | 土佐電交通 |                     |            |
| G1     | 播磨屋橋  | 高知站   | 土佐電交通 |                     |            |

## 相鄰電車站
土佐電交通
後免線
知寄町三丁目－知寄町－知寄町二丁目

## 注腳
1. 1 2 3 4 5  今尾惠介（監修）. . 11 中国四国. 新潮社. 2009: 60. ISBN 978-4-10-790029-6 （日语）.
2. 1 2 3 4 5  《土佐電鉄が走る街 今昔》74-77頁
3. 1 2 3 4 5  《土佐電鉄が走る街 今昔》156-158頁
4. ↑  . 高知新聞社. 1998: 86. ISBN 4-87503-268-4.
5. ↑   (PDF). 高知県: 2. 2011-12-06  [2017-05-27]. （原始内容 (PDF)存档于2016-03-06） （日语）.
6. ↑  上野宏人. . 毎日新聞 (毎日新聞社). 2014-10-02 （日语）.
7. 1 2  川島令三. . 【図説】 日本の鉄道. 第2巻 四国西部エリア. 講談社. 2013: 36・92頁. ISBN 978-4-06-295161-6 （日语）.
8. ↑  川島令三.  四国篇. 草思社. 2007: 292. ISBN 978-4-7942-1615-1.